# Sphagnum arcticum
Sphagnum arcticum är en bladmossart som beskrevs av Kjeld Ivar Flatberg och Arne Arnfinn Frisvoll 1984. Enligt Catalogue of Life ingår Sphagnum arcticum i släktet vitmossor och familjen Sphagnaceae. Arten har ej påträffats i Sverige. Inga underarter finns listade i Catalogue of Life.